# Liste von Schiffen mit dem Namen San Marco
Den Namen San Marco, dt. Hl. Markus, erhielten folgende Kriegsschiffe der italienischen Marine:
- San Marco (1866), ein Patrouillenboot der Regia Marina;
- San Marco (1908), ein Panzerkreuzer, erstes mit Dampfturbine ausgestattetes Schiff der Regia Marina, später ferngesteuertes Zielschiff, 1943 in La Spezia versenkt;
- San Marco (D 563), ein Kreuzer der Capitani-Romani-Klasse, der 1956 als Zerstörer fertiggestellt bis 1971 im Dienst der Marina Militare blieb;
- San Marco (L 9893), ein Docklandungsschiff mit durchgehendem Flugdeck der San-Giorgio-Klasse.